# Frank Hamblen
Frank Alan Hamblen (Terre Haute, 16 aprile 1947 – San Diego, 30 settembre 2017) è stato un cestista e allenatore di pallacanestro statunitense, professionista nella ABA e nella NBA.